# Alfred Matt
Alfred Matt (* 11. Mai 1948 in Zams) ist ein ehemaliger österreichischer Skirennläufer. Er gewann die Bronzemedaille im Slalom bei den Olympischen Winterspielen 1968 und zwei Rennen im alpinen Skiweltcup.

## Biografie
Alfred Matt, ein Neffe des Slalomweltmeisters Rudolph Matt, begann im Alter von zwölf Jahren intensiv mit dem Skisport. Schon bald stellten sich die ersten Erfolge ein und Matt zählte in allen Disziplinen zu den besten österreichischen Nachwuchsläufern. 1965 wurde er in Grafenast bei Schwaz Österreichischer Jugendmeister in Slalom, Abfahrt und Kombination und 1967 Juniorenmeister im Riesenslalom sowie in der Kombination. Zudem erreichte er bei den Nachwuchsmeisterschaften noch zahlreiche weitere Podestplätze. Ab dem Winter 1966/1967 gehörte er zum Kader des Österreichischen Skiverbandes und mit guten Ergebnissen in FIS-Rennen, darunter drei Siege in seiner nunmehr stärksten Disziplin, dem Slalom, sicherte er sich einen Platz in der österreichischen Weltcupmannschaft.

### Olympiabronze im Slalom in Grenoble
Im Weltcup erreichte Matt gleich zu Beginn der Saison 1968 den dritten Platz im Slalom von Wengen und Rang zwei am Ganslernhang in Kitzbühel. Diese Leistungen bestätigte er bei den Olympischen Winterspielen 1968 in Grenoble, als er hinter Jean-Claude Killy und Herbert Huber die Bronzemedaille im Slalom gewann – nachdem der vermeintliche Sieger Karl Schranz disqualifiziert worden war. Die Olympischen Spiele zählten damals zugleich als Weltmeisterschaften und auch zum Weltcup. Einen weiteren Podestplatz erzielte er im März 1968 im Slalom von Aspen.

### Sieg in der Slalom-Weltcup-Disziplinenwertung
Die folgende Saison 1968/69 wurde für Matt zu seiner erfolgreichsten im Weltcup. Er gewann am 3. Jänner den ersten Slalom in Berchtesgaden, stand danach dreimal auf dem Podest – jeweils einmal in Slalom und Riesenslalom sowie überraschend auch in der Abfahrt –, und feierte am 16. März in Mont Sainte-Anne seinen zweiten Slalomsieg. Damit wurde der damals 20-Jährige in einer bis heute einzigartigen Entscheidung zusammen mit drei Franzosen einer von vier punktegleichen Siegern im Slalomweltcup. Möglich wurde dieses Ergebnis, weil zu jener Zeit nur die besten drei Rennergebnisse für den Disziplinenweltcup gezählt wurden. Mit seinen guten Leistungen in Riesenslalom und Abfahrt erreichte er zudem den vierten Platz im Gesamtweltcup. Auch abseits des Weltcups feierte Matt Erfolge, zum Beispiel mit dem Sieg im Slalom von St. Anton bei den Arlberg-Kandahar-Rennen sowie seinen zwei Österreichischen Meistertiteln im Riesenslalom und in der Kombination.
In den nächsten Jahren wurde die Karriere Matts mehrfach durch Verletzungen unterbrochen und infolgedessen kam er nie mehr ganz an seine früheren Ergebnisse heran. Nach einem Beinbruch fiel Matt den gesamten Winter 1969/1970 aus und die Saison 1970/71, in der ein fünfter Platz im Slalom von Berchtesgaden sein bestes Ergebnis war, musste er nach einer weiteren Beinverletzung vorzeitig beenden. Im Winter 1971/72 war lediglich ein neunter Platz im Slalom von Kitzbühel sein bestes Weltcupergebnis, dennoch gelang ihm die Qualifikation für die österreichische Olympiamannschaft. Bei den Winterspielen 1972 in Sapporo fuhr er auf Platz 14 im Slalom. In der Saison 1972/73 erreichte Matt noch einmal den vierten Platz im Slalom von Naeba sowie weitere Top-10-Ergebnisse im Weltcup und er wurde zum dritten Mal Österreichischer Meister, diesmal im Slalom. Ein neuerlicher Beinbruch im Jahr 1973 bedeutete jedoch das Karriereende für ihn.
In den nächsten zwei Jahren startete Matt als Profi in Nordamerika, blieb dort aber ohne größere Erfolge. 1975 wechselte er zu den Trainern und betreute zunächst mehrere Jahre als Techniktrainer die Europacupgruppe des Österreichischen Skiverbandes, ehe er von Beginn der 1980er-Jahre bis 1982 die Weltcupgruppe übernahm. Heute betreibt er eine kleine Bar in Pettneu am Arlberg.

## Erfolge

### Olympische Winterspiele
(zählten zugleich als Weltmeisterschaften)
- Grenoble 1968: 3. Slalom
- Sapporo 1972: 14. Slalom

### Weltcupwertungen
Alfred Matt gewann einmal die Disziplinenwertung im Slalom.
| Saison  | Gesamt | Gesamt | Abfahrt | Abfahrt | Riesenslalom | Riesenslalom | Slalom | Slalom |
| Saison  | Platz  | Punkte | Platz   | Punkte  | Platz        | Punkte       | Platz  | Punkte |
| ------- | ------ | ------ | ------- | ------- | ------------ | ------------ | ------ | ------ |
| 1968    | 13.    | 51     | –       | –       | 33.          | 1            | 5.     | 50     |
| 1968/69 | 4.     | 104    | 9.      | 19      | 10.          | 20           | 1.     | 65     |
| 1970/71 | 31.    | 14     | –       | –       | 23.          | 2            | 16.    | 12     |
| 1971/72 | 45.    | 2      | –       | –       | –            | –            | 23.    | 2      |
| 1972/73 | 28.    | 20     | –       | –       | 27.          | 2            | 13.    | 18     |

### Weltcupsiege
Matt errang insgesamt 9 Podestplätze (der Olympiaslalom 1968 zählte auch zum Weltcup), davon 2 Siege:
| Datum          | Ort              | Land        | Disziplin |
| -------------- | ---------------- | ----------- | --------- |
| 3. Jänner 1969 | Berchtesgaden    | Deutschland | Slalom    |
| 16. März 1969  | Mont Sainte-Anne | Kanada      | Slalom    |

### Österreichische Meisterschaften
- Österreichischer Meister im Riesenslalom und in der Kombination 1969 sowie im Slalom 1973

### Weitere Erfolge
- Sieg im Slalom der Arlberg-Kandahar-Rennen 1969
- Sieg im Europacup-Slalom von Sterzing in der Saison 1972/1973
- Drei Siege in FIS-Slaloms in der Saison 1966/1967

## Auszeichnungen (Auszug)
- 1996: Goldenes Verdienstzeichen der Republik Österreich